# 武振声
武振声（1915年1月17日—1986年5月30日），河北省元氏县人，中国文字改革委员会领导小组副组长，第三届全国人民代表大会代表。

## 生平
1938年1月参加革命。1938年4月加入中国共产党。历任元氏县委书记、内丘县委书记、赞皇县委书记、太行区一地委宣传部长、太行六地委宣传部长。
1949年后，任华北人民革命大学四部副主任、华北人民革命大学政治研究院副院长。1953年1月任北京政法学院党组书记、第一副院长，1954年11月任期结束。高等教育部综合大学司副司长、国务院第二办公室教育组组长、国务院文教办公室秘书长。1978年初任中国文字改革委员会领导小组副组长。1982年5月离职休养。